# Gaurotes latiuscula
Gaurotes latiuscula là một loài bọ cánh cứng trong họ Cerambycidae.